# Naqareh

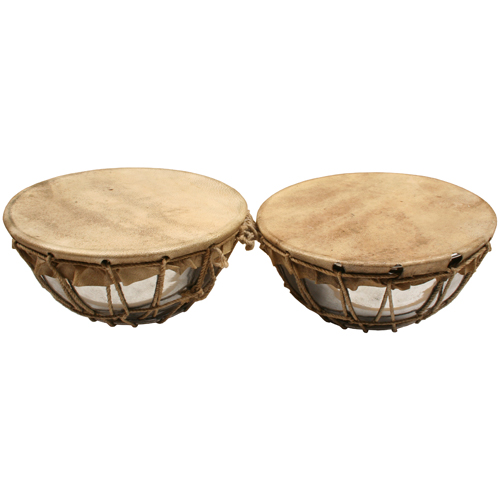
Naqareh de Irak

Un naqareh,  naqqāra, nagara o nagada es un instrumento membranófono del Medio Oriente, Turquía e India con una forma semiesférica y un parche de cuero, usualmente tocado en pares.  El término naqqāra proviene del verbo árabe naqr- que significa golpear.
Este instrumento fue adoptado en Europa tras las Cruzadas, y conocido como nácaras.